# Jan Karol Rostowski
Jan Karol Rostowski herbu Juńczyk – marszałek kowieński w latach 1649–1655, podkomorzy kowieński w latach 1648–1649, chorąży kowieński w latach 1632–1648, podstarości kowieński w latach 1631–1633.
Poseł na sejm koronacyjny 1633 roku, sejm 1634 roku, sejm zwyczajny 1635 roku, sejm 1638 roku, sejm 1640 roku, sejm 1643 roku. W 1634 roku wyznaczony na sejmie komisarzem z Koła Poselskiego do zapłaty wojsku wojsku Wielkiego Księstwa Litewskiego. Poseł na sejm 1650 roku, sejm zwyczajny 1654 roku. Na sejmie 1650 roku wyznaczony z Koła Poselskiego komisarzem do zapłaty wojsku Wielkiego Księstwa Litewskiego. 